# Crassula leachii
Crassula leachii (лат.) — вид суккулентных растений рода Толстянка (Crassula) семейства Толстянковые (Crassulaceae), естественно произрастающий на территории Мозамбика.

## Название
Родовое латинское название Crassula происходит от латинского слова crassus, — «толстый», в основном из-за присутствия у растений этого рода сочных листьев.
Видовой латинский эпитет leachii происходит от имени Лесли (Ларри) Лича (1909–1996), английского инженера-электрика и ботаника-самоучки из Зимбабве и позднее Южно-Африканской Республики, который был специалистом по суккулентам.

## Ботаническое описание
Многолетнее травянистое растение или полукустарник с основными ветвями до 23 см в длину и приблизительно 2,5 мм в диаметре, которые изогнуты и слегка деревянистые у основания. Остальные ветви короче, более тонкие, восходящие, все они мясистые, круглые и почти одинакового диаметра от основания до верхушки. Листья имеют размеры от 1,2 до 2,2 см в длину и от 0,25 до 0,9 см в ширину, от продолговатых до эллиптических, с тупыми вершинами, цельнокрайние, сидячие и слегка сросшиеся у основания. Они покрыты волосистым покровом на обеих сторонах, как у ветвей, что придает им сероватый или беловатый оттенок.
Цветки 5-членные, сидячие или на очень короткой цветоножке, собраны в сгущенные мелкие кисти; цветоносы имеют длину от 4 до 5,8 см, тонкие, густо шиповидные, с 2-3 парами мелких (до 0,5 см длины) продолговатых шиповидных прицветников. Чашечка достигает длины от 1,6 до 2 мм, чуть длиннее половины венчика; чашелистики от яйцевидных до треугольных, тупые или почти тупые, снаружи шиповидные, по краю реснитчатые. Венчик имеет длину от 3 до 3,25 мм, колокольчатый, белый; лепестки продолговатые или обратнояйцевидно-продолговатые, с тупыми или закругленными вершинами, снаружи у верхнего слегка шершавые. Плоды – листовки длиной от 1 до 5 мм.

## Таксономия
Crassula leachii R.Fern., первое упоминание в Bol. Soc. Brot. , sér. 2.A, 55: 95 (1982).